# Пива (племе)
Пива (Пивљани), српско племе у Старој Херцеговини на северу данашње Црне Горе које припада групи старохерцеговачких племена, заједно са Бањанима, Дробњацима,Ускоцима, Шаранцима, Никшићима,  Рудињанима, Голијанима и  Граовљанима. Од средине 15. века до 1877.године Пива је била под Турском управом, а ослобођена је од стране црногорске војске у Црногорско-турском рату (1876-1878) уз садејство околних племена и самих Пивљана. Званично, Црној Гори је припала одлуком Берлинског конгреса 1878. године. 
Према Светозару Томићу , границе племена се налази је у сливу река Комарнице, Пиве и Таре, а између планина Дурмитора, Маглића, Власуље, Голије и Војника. На истоку Пиве је Дробњак, на западу Гацко и Голија, а на југу Шипачно. Данас је ова област најсевернија област Црне Горе, која се граничи са Републиком Српском.
Главни центар Пиве је градић на обали Пивског језера, Плужине.

## Порекло становништва
Пива као жупа, тј. као насељен крај, помиње се у 12. веку у Дукљаниновој хроници као жупа, а у Свето-Стефанској хрисовуљи Краља Милутина (1313-1318) пише: "дахь моу Гьцко и Пивоу да си бирь бере" У 15. веку се чешће помиње. Тако се јула месеца 1453 год. Владислав, син херцега Стефан Вукчића Косаче, који се бунио против оца, мири с њим у планинама Пиве.
Многи називи и културни трагови из 15. века показују такође да је Пива у то доба имала насеља и имала своје властито становништво. И народно предање вели да је херцег  Стефан Вукчић Косача имао свој двор у селу Стабну, где и данас постоје неке зидине, зване Ерцегова Градина, и њиве зване Виногради Ерцега Шћепана. Затим у податке ове врсте спадају: име засеока Горњег Унча Ерцегова Страна и поред ње Сандаљеви Доли, па Соко, изнад састава Пиве и Таре, "град Ерцега Шћепана"; па развалине цркве Раче, које су испод самога града, задужбина Херцега Шћепана, па најзад име малог насеља Шћепан-Поља, на самом саставу Пиве и Таре. Све то показује да је Пива у данашњим својим границама играла извесну улогу у држави Херцега Стефана Вукчића-Косаче
Становништво Пиве, у то доба, бесумње су били Срби (по селима у Жупи), можда измешани са Власима на планинама, по катунима, закључује Светозар Томић у свом делу "Пива и Пивљани".  Павле Ровински пише: "У Пиви никада никаквих житеља не зна се да је било до чистих Срба", Черногорја, књ. II, с. 103, Санктпербургъ. 1897.
Са навалом Турака у 15.веку и са пропашћу Херцегове државе (1482 г.) пивско се становништво проредило и изгубило дотадашњи свој карактер. По сили нагона за самоодржање сточари су у маси, било са стоком, ако им ова није била заплењена, било са голим животом, побегли у слободне млетачке и дубровачке крајеве, где су имали доста познаника; а од земљорадника и занатлија иселило се у слободне хришћанске земље, било на северу било на западу такође оно што је било богатије и истакнутије. Остало је у Пиви сиромашно сеоско становништво и мале занатлије, и они су се сви окупили и груписали ради лакшега одржања у кањону Врбнице, око јаких села Стабна и Плужина и у кањону Комарнице и Сињца, око Рудиница и Крушева. Можда је нешто мало становника остало и у селу Мратињу и на Шћепан-Пољу.
Ово преостало пивско становништво било је крајем 15. и почетком 16. века врло малобројно, те постоји предање међу Пивљанима које каже: да је све данашње пивско становништво постало од два брата, Руђа и Бранила. Предање даље говори, како је неки турски паша дошао у Пиву и довео са собом два, ропчета, два брата, Руђа и Бранила. Свештеник "из Поља" ( можда Шћепан-Поље или Црквичког Поља)  откупи од паше та два младића, покрсти их, и Бранилу да име Јован а Руђи Никола. Како су у Пиви две главне славе, Св. Јован и Св. Никола , Пивљани веле: да су од Руђа-Николе сви Никољштаци, а од Бранила-Јована сви Јованштаци. Према томе су, по њиховом казивању, од Руђа: Гаговићи, Гломазићи, Пејовићи, Крунићи и Сукновићи; а од Бранила: Кулићи, Тадићи, Сочице, Топаловићи, Јововићи, Блечићи., Мићановићи, Лучићи, Бакрачи, Гојковићи, Баланџићи и Бајагићи.
Има и друга верзија овога предања, по којој су се преци Руђа и Бранила, одмах после Косовске битке, преселили однекле са Косова или Метохије у Бањане. Пошто су Турци освојили све српске земље, одметне се од султана један Турчин, познат као велики напасник и зликовац. Овај Турчин затражи од Бранила да му пошље у логор сестру и још неке ствари. То Бранило не учини, него позове Турчина на мегдан и нешто преваром (био му је сасуо пуну торбу "луга" у очи) а нешто окретношћу погуби Турчина. То јунаштво Бранилово дочује султан и из захвалности што је погубио царског одметника да му доста земље да на њу не плаћа данак и да бира земљу где он хоће. Руђо и Бранило пођу из Мостара да траже подесну земљу за себе. Дођу на Поље Невесињско и затим Гатачко, земља им се допадне али ту не остану , јер помислише "Један је Турчин дао, али ће други узети поље", него продуже преко Равнога и дођу у долину Врбнице и ту се населе у Магудама, близу данашњих  Плужина. "Овде су брда и планине, ван пута је, а заклоњено од свакога; може нам доћи вруће брашно из млина (близу су млинови на Врбници), само дрво пред кућу и жива риба из воде", говорише они међусобно.
Како су браћа славила исту, славу Св. Јована, њихови се потомци, да би могли долазити о слави једни код других, поделе и Руђини потомци узму за славу Св. Николу, а Бранилови остану при Св. Јовану. Отуда се сматра да сви прави Пивљани, па ма где они били, славе или Никољдан  или Јовањдан .

### Каснија досељавања
У току 16. века пивско се становништво подмладило и умножило прираштајем и досељавањем. Пива је остала у залеђу Турака, који су је прошли и отишли ка границама Дубровника, Млечана и Угарске. Била је мирна, те је становништво несметано радило своје послове и напредовало како у земљорадњи тако и у сточарству, јер је све унаоколо било пусто. Обновили су се стари занати, пошто је све што је народ раније имао било пропало и уништено у ратовима и немирима.
После ратова и буна и нових турских притисака, велики број Рашана и људи са Косова и Метохије напуштали су и своје домове. Једни се кретали, у мањем броју, ка северу, Београду и Смедереву, а други у већини ка западу. Од ових који су се кретали ка западу неки су после етапнога задржавања у Зети и Далмацији (Аџићи, Љешевићи, Гаговићи) доспели у Пиву и ту се настанили. Староседеоци су били бројнији, богатији и јачи од досељеника, те су им наметнули своје обичаје и славу (Аџићи нпр. напуштају своју славу Велику Госпојину и узимају општу, Св. Јована), али и досељеници уносе у домаће становништво своју физичку снагу, покретљивост и искуство.
Изгледа да се мешавином староседелаца са досељеницима нагло почело увећавати пивско становништво, те већ крајем 16 века, сто година након пропасти Херцеговине, имамо у Пиви становништво које подиже велику цркву и даје богате прилоге цркви. "1573 год. подиже манастир на врелу Синцу Саватије, митрополит херцеговачки, а доцније патријарх пећски, отчаством од Пиве, подријеклом Руђић" 14 година доцније завршен је манастир Пива,  а године 1626. завршена је и припрата у манастиру, трудом игумана кир-Аврамије,  војводе Павла Драшковића и Дуке Вуковића.

## Поименични преглед порекла родова у Пиви
Светозар Томић, истакнути историчар, професор и етногеограф, на основу грађе сакупљене током 1912 . и 1924. доноси детаљан преглед порекла становништва у Пиви .
| Име породице      | Слава        | Место становања у Пиви и са колико кућа                                            | Укупно кућа | Ко су по пореклу; староседеоци или досељеници                                  |
| Авдићи            | муслимани    | Божуров До у кањону Таре                                                           | 3           | досељеници из Златнога Бора иза Таре                                           |
| Апрцовићи         | св. Илија    | Осојни Орах 13, Миљковац 3                                                         | 16          | досељеници с Чева од Гардашевића                                               |
| Араповићи         | муслимани    | Божуров До                                                                         | 1           | досељеници из Азије пре 45 година                                              |
| Аџићи             | св. Јован    | Лисина 20, Плужине 6, Милошевићи 4, Брљево 5, Седлари 10, Горанско 5, Војиновићи 3 | 54          | досељеници из Метохије или са Косова; дошли преко Бањана матица у Пиви: Лисина |
|                   |              | Лисина 20, Плужине 6, Милошевићи 4, Брљево 5, Седлари 10, Горанско 5, Војиновићи 3 | 54          | досељеници из Метохије или са Косова; дошли преко Бањана матица у Пиви: Лисина |
|                   |              | Лисина 20, Плужине 6, Милошевићи 4, Брљево 5, Седлари 10, Горанско 5, Војиновићи 3 | 54          | досељеници из Метохије или са Косова; дошли преко Бањана матица у Пиви: Лисина |
| Бабићи            | св. Стефан   | Д. Црквица 3                                                                       | 3           | старосед. из Бабића                                                            |
| Бајагићи          | св. Јован    | Зуква 21, Стубице 2, Г. Црквице 1                                                  | 24          | старосед. мат. Зукве                                                           |
| Бајовићи Чепури)  | св. Никола   | Рудинице 2, Безује 6                                                               | 8           | старосед. у Рудиницама и непосредни потомци Баја Пивљанина                     |
| Бакрачи           | св. Јован    | Горанско са Сињцем 26                                                              | 26          | стар. матица Сињац                                                             |
| Баланџићи         | св. Јован    | Плужине 6, Херцегове Стране 7                                                      | 13          | матица Плужине                                                                 |
| Батурани          | св. Трипун   | Црна Гора 6, Недајно 1, Бабићи 1                                                   | 8           | из Дробњака од Бадњара из Тепаца                                               |
| Бауцале           | св. Ђорђије  | Г. Црквице-Никовићи 4                                                              | 4           | старинци из Пивске Жупе                                                        |
| Бјелаковићи       | св. Јован    | Херцегове Стране 4                                                                 | 4           | из Гацка од Слијепчевића                                                       |
| Благојевићи       | св. Ђорђије  | Буковац 56, Г. Брезна 6, Д. Рудинице 2                                             | 64          | из Гацка                                                                       |
| Блечићи           | св. Јован    | Сељани 24                                                                          | 24          | староседеоци                                                                   |
| Богдановићи       | св. Јован    | Пишче 14                                                                           | 14          | стар. матица Плужине                                                           |
| Бојати            | св. Ђорђије  | Г. Црквице-зас. Бојати 13, Д. Цркв. Оџића Главица 2                                | 15          | из Дробњака од Јауковића                                                       |
| Бошњаци           | св. Лука     | Безује 10                                                                          | 10          | са Заграда из Жупе Никшићке                                                    |
| Бучалине          | св. Никола   | Миљковац 1                                                                         | 1           | старинац                                                                       |
| Варези            | св. Никола   | Смријечно 5                                                                        | 5           | доселили се на мираз, по свој прилици из Дробњака                              |
| Васовићи          | св. Аранђео  | Будањ 7, Брљево 13                                                                 | 20          | из Бањана из с. Петровић                                                       |
| Верговићи         | св. Јован    | Лијећевина-Бријег 1                                                                | 1           | од Делића из Борковића                                                         |
| Веруси            | св. Лука     | Мратиње 1                                                                          | 1           | од Пријепоља                                                                   |
| Војводићи         | св. Лука     | Г. Црквице 4                                                                       | 4           | Требјешани                                                                     |
| Војиновићи        | св. Јован    | Војиновићи 12                                                                      | 12          | стар. матица Плужине                                                           |
| Вранићи           | св. Јован    | Жеично (Д. Цркв.) 3, Поље (Д. Цркв.) 4                                             | 7           | из Дробњака                                                                    |
| Врачари           | св. Никола   | Безује 9, Г. Брезна 2 Г. Црквица-Шарићи 4                                          | 15          | од Гаговића                                                                    |
| Вуковићи          | св. Аранђео  | Мратиње 15, Пишче 9, Заграђе 3, Папратиште 7, Шћепан Поље 6                        | 40          | с Чева из Црне Горе матица Мратиње                                             |
| Вукосављевићи     | св. Јован    | Сељани 8                                                                           | 8           | староседеоци                                                                   |
| Гаговићи          | св. Никола   | Безује 21                                                                          | 21          | од Призрена, матица Крушево                                                    |
| Гашићи Гашовићи   | св. Ђорђије  | Д. Црквице-Поље 4 Д. Црквице-Поље 11                                               | 15          | из Дробњака из Тушине од Церовића                                              |
| Гвоздени          | св. Никола   | Заграђе (Д. Цркв.) 2                                                               | 2           | из Дробњака                                                                    |
| Гломазићи         | св. Никола   | Д. Руднице 12                                                                      | 12          | староседеоци                                                                   |
| Говедарице        | св. Никола   | Смријечно 1, Јасен (зас. Стабна) 1                                                 | 2           | из Гацка                                                                       |
| Гогићи            | св. Ђорђије  | Г. Руднице 7                                                                       | 7           | Дробњаци из Ибарског Колашина                                                  |
| Гојковићи         | св. Јован    | Плужине 4                                                                          | 4           | староседеоци                                                                   |
| Голубовићи        | св. Никола   | Присојни Орах 22, Лисина 1                                                         | 23          | староседеоци                                                                   |
| Гргуревићи        | Шћепан дан   | Равно                                                                              | 4           | од Гацкога                                                                     |
| Греда             | св. Арханђео | Кулићи 1                                                                           | 1           | усташ из Мостара (1875)                                                        |
| Грубачи           | св. Ђорђије  | Д. Црквице 7, Лијећевина                                                           | 11          | из Дробњака                                                                    |
| Гутовићи          | св. Никола   | Г. Рудинице 7                                                                      | 7           | староседеоци                                                                   |
| Давидовићи        | Срђев-дан    | Недајно 3, Ђендове Луке (Бријег) 1                                                 | 4           | дошли на мираз пре 70 год. из преко-Таре                                       |
| Дакићи            | св. Јован    | Црна Гора 31                                                                       | 31          | староседеоци од Тијанића из Стабана                                            |
| Дамљановићи       | св. Никола   | Д. Рудинице 5                                                                      | 5           | староседеоци                                                                   |
| Делићи            | св. Јован    | Борковићи 17                                                                       | 17          | староседеоци, матица Крушево или Плужине                                       |
| Добриловићи       | св. Лука     | Пишче 8, Горанско 1                                                                | 9           | староседеоци, матица Плужине                                                   |
| Додери            | св. Ђорђије  | Равно                                                                              | 15          | из Попова, други из Хлога (Херцеговина)                                        |
| Дондићи           | св. Ђорђије  | Војиновићи 7                                                                       | 7           | из Попова, матица Плужине                                                      |
| Дубљевићи         | св. Ђурђиц   | Дубљевићи 28, Пирни До 2                                                           | 30          | из Дуба-Бјелице у Црној Гори                                                   |
| Дурутовићи        | св Арханђео  | Д. Брезна 15                                                                       | 15          | из Шипачна, старином с Чева                                                    |
| Ђајићи            | св. Никола   | Стабна 1                                                                           | 1           | усташ из Херцеговине                                                           |
| Ђаковићи          | св. Јован    | Плужине 1                                                                          | 1           | староседелац                                                                   |
| Ђапићи            | св. Јован    | Милошевићи 6                                                                       | 6           | из Никшића дошли пре 70 година                                                 |
| Ђачићи            | св. Никола   | Рудинице 4                                                                         | 4           | род (с Николићима из Г. Рудиница                                               |
| Ђикановићи        | св. Никола   | Г. Рудинице 12, Г. Брезна 3                                                        | 15          | староседеоци у Рудницама                                                       |
| Ђођићи            | св. Јован    | Милошевићи 8, Будан, 6                                                             | 14          | из Јасена из Гацка                                                             |
| Ђукићи            | св. Ђорђије  | Д. Црквице 3                                                                       | 3           | досељени по причању њих самих из Пошћења из Дробњака                           |
| Ђурковићи         | св. Никола   | Г. Брезна 16                                                                       | 16          | из Кула од Прекића                                                             |
| Жарковићи         | св. Јован    | Недајно 17                                                                         | 17          | староседеоци, по некима преци из Гацка                                         |
| Живковићи         | св. Ђорђије  | Г. Црквице 11, Д Црк. 4, Заграђе 3                                                 | 18          | из Дробњака из Тушине                                                          |
| Жудовићи          | св. Јован    | Стубица                                                                            | 6           | староседеоци                                                                   |
| Зукановићи        | муслимани    | Божурев До (Д. Црк.) 7                                                             | 7           | иза Таре                                                                       |
| Ивановићи         | Миољдан      | Доње Црквице 3, Ликића До 1                                                        | 4           | из Ограђенице иза Таре                                                         |
| Јанковићи         | св. Никола   | Црна Гора 5                                                                        | 5           | из Дробњака (из Тепаца)                                                        |
| Јаредићи (Мирићи) | св. Никола   | Г. Рудинице 2                                                                      | 2           | староседеоци                                                                   |
| Јовићевићи        | св. Јован    | Бајово Поље 1                                                                      | 1           | из Ораха-Пив. Жупа                                                             |
| Јововићи          | св. Јован    | Бајово Поље 23, Забрђе 25                                                          | 48          | од Тадића са Смријеч.                                                          |
| Јојићи            | св. Јован    | Пишче 6, Заграђе 1                                                                 | 7           | стар. матица Плужине                                                           |
| Јокановићи        | св. Ђорђије  | Трса 22, Г. Црквица 1                                                              | 23          | из Бањана звали се Којовићи                                                    |
| Јоковићи          | св. Јован    | Заграђе 1, Војиновићи 4, Пирни До 2, Г. Брезна 2                                   | 9           | старином из Бањана                                                             |
| Кандићи (Шужићи)  | св. Никола   | Стабна 14                                                                          | 14          | староседеоци род Којовића и Пејовића                                           |
| Карабасили        | св. Никола   | Г. Црквице 7                                                                       | 7           | од Николића из Рудин.                                                          |
| Кецојевићи        | св. Јован    | Пирни До (Боричје) 17                                                              | 17          | старином из Бањана                                                             |
| Кнежевићи         | св. Ђорђије  | Г. Црквице 14, Ђендове Луке 1                                                      | 15          | из Дробњака                                                                    |
| Кокановићи        | св. Арханђео | Мратиње 1, Г. Цркв. 1                                                              | 2           | старосед.-Мратиње                                                              |
| Копривице         | св. Никола   | Недајно 14                                                                         | 14          | из Бањана од Коприв.                                                           |
| Костићи           | св. Трипун   | Жеично 1                                                                           | 1           | староседелац                                                                   |
| Костићи           | св. Илија    | Смријечно 4                                                                        | 4           | досељеници не зна се одакле                                                    |
| Краљачићи         | св. Ђорђије  | Трса 2                                                                             | 2           | од Јокановића                                                                  |
| Крунићи           | св. Никола   | Д. Унач 23, Г. Унач 3, Лисина 1                                                    | 27          | староседеоци род са Пејовићима                                                 |
| Кужићи            | св. Јован    | Брљево 3                                                                           | 3           | старином из Бањана                                                             |
| Кулићи            | св. Јован    | Кулићи 9, Д. Цркв. 5 Присојни Орах 4                                               | 18          | староседеоци матица Присојни Орах                                              |
| Лечићи            | св. Арханђео | Борковићи 1                                                                        | 1           | усташ од Мостара                                                               |
| Ликићи            | св. Ђорђије  | Црквице-Ликића До 3                                                                | 3           | из Дробњака од Церовића                                                        |
| Лондровићи        | св. Јован    | Борковићи 5                                                                        | 5           | старосед. од Радовића матица Крушево                                           |
| Лубурићи          | св. Никола   | Плужине 2, Горанско 1                                                              | 3           | из Рудина у Голији, старином од Вујачића са Грахова                            |
| Лучићи            | св. Јован    | Горанско са Сињцем 16                                                              | 16          | староседеоци-Сињац                                                             |
| Љешевићи          | св. Јован    | Будањ 1, Брљево 10, Горанско 4                                                     | 15          | из Метохије матица Гусић у Жупи                                                |
| Мазићи            | св. Јован    | Недајно 9                                                                          | 9           | од Аџића из Лисине                                                             |
| Маловићи          | св. Јован    | Плужине 5                                                                          | 5           | староседеоци                                                                   |
| Мандићи           | св. Ђорђије  | Г. Црквице-Никовићи 1                                                              | 1           | старином од Требиња од Ђурића                                                  |
| Маџари            | св. Јован    | Плужине 5                                                                          | 5           | Досељеници из Босне                                                            |
| Миличићи          | св. Никола   | Г. Унач 4                                                                          | 4           | од Крунића                                                                     |
| Милићи            | св. Ђорђије  | Плужине 1                                                                          | 1           | из Фоче (1882)                                                                 |
| Марковићи         | св. Јован    | Горњи Унач 3                                                                       | 3           | стар. мат. Плужине                                                             |
| Митрићи           | св. Ђорђије  | Мратиње 8, Д. Цркв. 8, Г. Црквице 4                                                |             | од Огњеновића из Мратиња                                                       |
| Мићановићи        | св. Јован    | Пирни До 7, Горанско 10                                                            | 17          | стар. мат. Горанско                                                            |
| Мостићи           | св. Ђорђије  | Д. Црквице-Поље 1                                                                  | 1           | из Требиња                                                                     |
| Мумини            | св. Ђорђије  | Црна Гора 11                                                                       | 11          | из Дробњака                                                                    |
| Недићи            | св. Јован    | Брезна 3, Борковићи 23                                                             | 26          | Досељени око 1710. из Бањана од Копривица                                      |
| Никовићи          | св. Лука     | Г. Цркв. 8, Д. Цркв. 1                                                             | 9           | Требјешани                                                                     |
| Николићи          | св. Никола   | Г. Рудинице 8                                                                      | 8           | староседеоци                                                                   |
| Ниношевићи        | св. Јован    | Плужине 1                                                                          | 1           | староседеоци                                                                   |
| Нишићи            | св. Ђорђије  | Д. Црквице 2                                                                       | 2           | не зна се одакле су; по некима из Дробњака                                     |
| Огњеновићи        | св. Ђорђије  | Мратиње 13, Г. Цркв. 3                                                             | 16          | старосед; по некима старином из Бањана                                         |
| Огризовићи        | св. Никола   | Г. Црквице-Никовићи 1                                                              | 1           | из Невесиња                                                                    |
| Оџићи             | муслимани    | Д. Црквице-Оџића Главица 3                                                         | 3           | испреко Таре                                                                   |
|                   |              |                                                                                    |             |                                                                                |
| Пантовићи         | св. Арханђео | Мратиње 1, Д. Цркв. 5                                                              | 6           | старосед. из Мратиња, од Вуковића                                              |
| Пантовићи         | св. Никола   | Безује 6                                                                           | 6           | од Врачара из Безуја                                                           |
| Патићи            | Срђев дан    | Г. Црквице 2                                                                       | 2           | иза Таре (1882)                                                                |
| Пејовићи          | св. Никола   | Миљковац 24, Осојни Орах (под презименом Ђукова) 9                                 | 33          | староседеоци                                                                   |
| Пјешчићи          | Шћепандан    | Равно 22                                                                           | 22          | из Херцеговине                                                                 |
| Плошчићи          | св. Ђорђије  | Г. Црквине (Кнежевићи) 1                                                           | 1           | од Додера из Гацка                                                             |
| Полексићи         | св. Јован    | Дубљевићи 5                                                                        | 5           | старином из Бањана                                                             |
| Поповићи          | св. Ђорђије  | Д Црквице 20                                                                       | 20          | од Скадра                                                                      |
| Поповићи          | св. Никола   | Г. Црквице 3                                                                       | 3           | од Плеваља                                                                     |
| Продани           | св. Јован    | Стабна 2, Ковачи (зас.) 1                                                          | 3           | досељеници                                                                     |
| Радовићи          | св. Јован    | Борковићи 20, Бабићи 3                                                             | 23          | стар. род с Делићима                                                           |
| Радовићи          | св. Јован    | Мратиње 5, Д. Црквице 15 Милошевићи 1                                              | 21          | род с Чавићима с Пишча                                                         |
| Радојевићи        | св. Арханђео | Г"Брезна 14                                                                        | 14          | с Чева из Црне Горе                                                            |
| Радојичићи        | св. Јован    | Стабна 5, Ковачи зас. Стабна 8                                                     | 13          | староседеоци                                                                   |
| Ранчевићи         | М. Госпођа   | Д. Црквице-Бабићи 2                                                                | 2           | из Озринића-жупа Никшићска                                                     |
| Ристићи           | св. Никола   | Миљковац 2                                                                         | 2           | из жупе Никшићске                                                              |
| Ровићи            | св. Ђорђије  | Д. Црквице-Поље 4                                                                  | 4           | од Кнежевића из Г. Црквица                                                     |
| Ружићи            | св. Ђорђије  | Милошевићи 6                                                                       | 6           | из Гацка, дошли пре 110 год.                                                   |
| Секуловићи        | св. Јован    | Сељани 14                                                                          | 14          | староседеоци                                                                   |
| Симуновићи        | св. Јован    | Стубица 21                                                                         | 21          | староседеоци                                                                   |
| Смајићи (Осмајић) | св. Јован    | Милошевићи 20                                                                      | 20          | староседеоци                                                                   |
| Сочице            | св. Јован    | Плужине 2, Горанско 1                                                              | 3           | стар. мат. Плужине                                                             |
| Сукновићи         | св. Никола   | Стабна-засел. Јасен 12                                                             | 12          | староседеоци                                                                   |
| Тадићи            | св. Јован    | Смријечно 41, Стабна 1                                                             | 42          | староседеоци                                                                   |
| Таловићи          | св. Никола   | Борковићи 1                                                                        | 1           | од Радовића с Борковића                                                        |
| Таушани           | св. Јован    | Безује 4                                                                           | 4           | од Врачара                                                                     |
| Тијанићи          | св. Јован    | Стабна 7, Ковачи (зас. Стабна) 10. Стубица 1                                       | 18          | староседеоци                                                                   |
| Тодоровићи        | св. Арханђео | Д. Брезна 9                                                                        | 9           | из Шипачна од Никшића                                                          |
| Томчићи           | св. Јован    | Црна Гора 15                                                                       | 15          | од Аџића из Лисине                                                             |
| Топаловићи        | св. Јован    | Плужине 3                                                                          | 3           | староседеоци                                                                   |
| Трипковићи        | св. Јован    | Пишче 9, Орах Присојни 1                                                           | 10          | стар. мат. Плужине                                                             |
| Туфегџићи         | св. Јован    | Стабна 10                                                                          | 10          | староседеоци                                                                   |
| Ћаласани          | св. Ђорђије  | Мратиње 20, Г. и Д. Цркв. 5, Брљево 10                                             | 35          | старином из Сарајева матица Лузатина                                           |
| Ћоровићи          | Шћепандан    | Равно (досељени из Херцеговине)                                                    | 4           | дос. не зва се откуда                                                          |
| Ћурчићи           | св. Ђорђије  | Жеично 5                                                                           | 5           | по некима су од Продана иа Стабна                                              |
| Ушћумлићи         | св. Јован    | Г. Унач 4, Недајно 2, Д. Цркв.-Бријег 3                                            | 9           | од Аџића                                                                       |
| Чавићи            | св. Јован    | Пишче 6                                                                            | 6           | старосед. из Плужина                                                           |
| Цицмили           | св. Ђорђије  | Столац 25, Пишче 5, Пирни До 2, Г. Цркв. Шарићи 10, Плуж. 2                        | 44          | старин. из Б. Котор.                                                           |
| Шабановићи        | муслимани    | Д. Цркв.-БожуревДо 1                                                               | 1           | испреко Таре                                                                   |
| Шаиновићи         | муслимани    | Д. Цркв.-БожуревДо 3                                                               | 3           | од Невесиња                                                                    |
| Шарци             | св. Јован    | Недајно 10, Стабна заселак Орах Осојни 1                                           | 11          | од Радојичина из Стабана                                                       |
| Шашовићи          | св. Јован    | Војиновићи 6                                                                       | 6           | од Војиновића                                                                  |
| Шимуни            | св. Арханђео | Мратиње 5, Брљево 3                                                                | 8           | од Вуковића из Мрат.                                                           |
| Шипчићи           | св. Игњатије | Црна Гора 21, Пирни До 3                                                           | 24          | старином из Кнеж. Дола у Рудинама                                              |
| Шкиљевићи         | св. Јован    | Пирни До 2                                                                         | 2           | из Бањана од Пејовића                                                          |
| Шумићи            | св, Никола   | Стабна-засел., Јасен 5                                                             | 5           | староседеоци                                                                   |
| Шућури            | св. Никола   | Г. Рудинице 3                                                                      | 3           | досељени (*)                                                                   |

(*) У неколико села има по један човек или породица  досељени као радници или занатлије. Ови су нестални, често мењају место пребивања и због тога нису унети у овај преглед породица. Таквих има у целој Пиви свега 16 породица са самцима.